# 短叶假糙苏
短叶假糙苏（学名：Paraphlomis brevifolia）为唇形科假糙苏属下的一个种。

## 扩展阅读
- 維基物種上的相關：短叶假糙苏